# بيت المغتربات (فلم)
بيت المغتربات فيلم رعب مصري من إنتاج سنة 2010. الفيلم من إخراج محمد عوض، وتأليف خالد محيي الدين، ومن بطولة نجوى فؤاد، وصبري عبد المنعم، وإيمان أيوب، وعبد الإمام عبد الله، وفاطمة العبد الله.

## ملخص القصة
- في إطار من التشويق، والرعب، تدور الأحداث عن مجموعة من الفتيات، تضطرهن الظروف إلى تأجير دور بإحدى الفيلات في منطقة سكنية هادئة، صاحبة الفيلا هي سيدة عجوز ، تفاجأ الفتيات بمجموعة من الحوادث الغامضة ، والمخيفة ، وظواهر مرعبة للغاية ، يتطور الأمر إلى إختفاء عدد منهن ، وأحداث لا إطار لها إلا في عوالم ما وراء الطبيعة.

## طاقم التمثيل
- نجوى فؤاد[2]
- صبري عبد المنعم
- إيمان أيوب
- عبد الإمام عبد الله
- فاطمة العبد الله
- رانيا محمود ياسين
- نسرين زريق
- سليمان أبو الخير
- فتحي محيي الدين
- نورا عز
- حمدي ثابت
- خالد محمود
- وليد أبو زيد
- بلال السنوسي
- صبحي إبراهيم
- نهلة إبراهيم
- أسرار الجمال
- إبراهيم عطية
- عادل نور
- سامر المنياوي
- عز الشيمي
- هاني العدوي
- جمال زغلول
- نبيل البرديسي
- يحيى زكريا
- أحمد الحسيني
- إيهاب شهاب
- عادل الكومي
- كريم عبد المنعم
- محمد القبلاوي
- علا عبد الباقي
- أميرة نايف

## الإنتاج
- كتب خالد محيي الدين قصة الفيلم، وكان الفيلم من إخراج محمد عوض، المنتج سليمان أبو الخير.